# فرودگاه بین‌المللی چوبو سنترایر
فرودگاه بین‌المللی چوبو سنترایر (به انگلیسی: Chūbu Centrair International Airport) یک فرودگاه همگانی با کد یاتا NGO است که یک باند فرود بتن و آسفالت دارد و طول باند آن ۳۵۰۰ متر است. این فرودگاه در شهر ناگویا، آیچی کشور ژاپن قرار دارد .